# Le Pâquier (Friburgo)
Le Pâquier (antiguamente en alemán Rinderweide) es una comuna suiza del cantón de Friburgo, situada en el distrito de Gruyère. Limita al oeste, norte y noreste con la comuna de Bulle, y al sureste y sur con Gruyères.

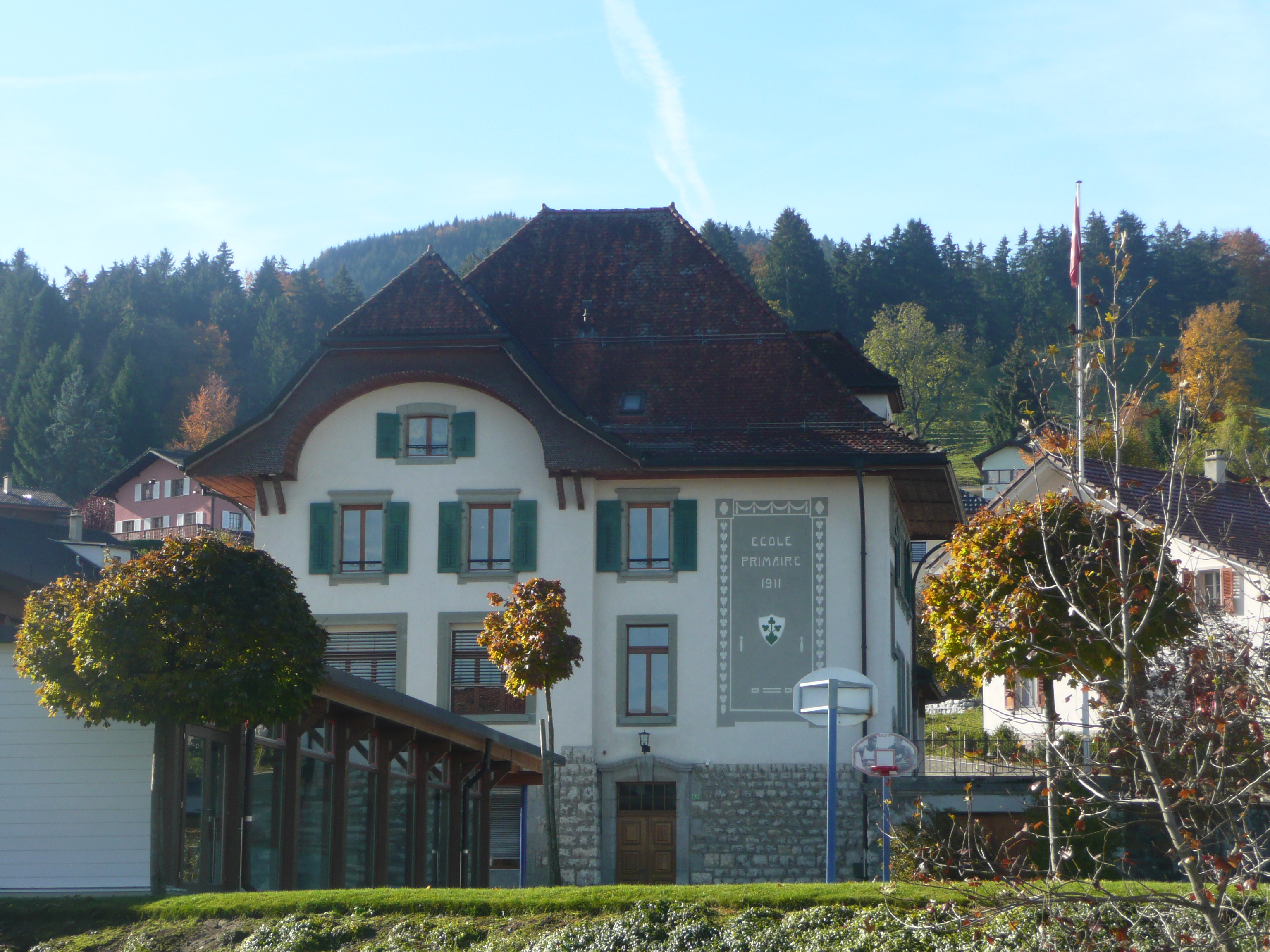
Escuela primaria de Le Pâquier.